# IG Schweizer Internetradio
Die IG Schweizer Internetradio (ISI) ist der Nutzerverband der Schweizer Webcaster und ein unabhängiger Förderverein der Kultur- und Medienvielfalt in der Schweiz und in Liechtenstein.
Der Initiator Carl Flisch,  hatte die Idee, alle Schweizer Internetradiosender in einer unabhängigen Organisation zu vereinen, um gemeinsam mit den Urheberrechts-Verbänden IFPI Schweiz und SUISA einen Stream-Sharing-Pool zu gründen. Dieser sollte die bestehenden, für viele private Internetradiostationen unerschwinglichen Urheberrechtsabgaben nach dem Vorbildsmodell des DIRV (Deutscher Internet-Radio Verbund) transparenter gestalten.
Am 3. November 2004 nahm die Interessengemeinschaft dann mit den ersten Mitgliedern ihre Arbeit auf:
- bigbeat.ch
- Lounge-Radio
- RadioCrazy Classical&Jazz
- Radio Thalassa
- Rockstation
- SwissGroove

Die Gründung erfolgte am 31. März 2005 in Zürich. Der Verein besteht aus mehreren aktiven Schweizer Internetradiostationen und erhielt am 6. August 2005 Unterstützung von der Init Seven AG, einem Schweizer Internet Service Provider, und dem Studentenverein SOSeth der ETH Zürich.
Inzwischen sind folgende aktive Mitglieder dabei (Stand Dezember 2012):
- Radio Blitz
- Bigbeat.ch
- BlastFM.ch
- Blue World Radio
- Dance Nation 1
- EHC Arosa Radio
- Init Seven AG
- N.D. Waves Music Broadcast
- Radio 21
- Radio Blind Power
- Radio Bommen
- Radio Radius
- Radio Thalassa
- Radio Wave
- Radio Wilhelm-Tell
- Radio-Nachtexpress
- Rockstation
- SMMV (Schweizer Musik und Medien Verband)
- SwissGroove
- swissradio.ch
- swisssound.ch
- Trance Radio

Während die ISI durch die staatlich-konzessionierten Verwertungsgesellschaften SUISA und Swissperform als Nutzerverband der Schweizer Webcaster anerkannt wird und an Tarifverhandlungssitzungen im Zusammenhang mit dem neuen Urheberrechtsgesetz teilnimmt, befindet sie sich zurzeit in einem offenen Konflikt mit der IFPI. Seit 2005 versuchte die ISI vergeblich, mit der IFPI einen neuen Tarif zur Abgeltung der Überspielrechte an ihre Mitglieder auszuhandeln. Obwohl die ISI auf positive Gespräche mit den IFPI Mitgliedern im Februar 2007 zurückblickte, konnte mit der Geschäftsleitung der IFPI Schweiz noch keine Einigung gefunden werden. Die ISI und ihre Mitglieder sehen sich als Promoter im Frondienst der Musikindustrie. Durch die Schaffung von Nischensendern werden die im herkömmlichen Radio selten gespielten Künstler umworben. Nach eigenem Verständnis kann es langfristig nur im Interesse der Mitglieder der IFPI liegen, wenn zu den traditionellen Distributionskanälen noch weitere hinzukommen und sich das Webcasting zu einem lukrativen Geschäftsmodell entwickelt, an welchem sie partizipieren können.
Nach vierjähriger Funkstille mit der SUISA wurde die ISI am 17. Februar 2009 überraschend zu den GT S-Tarifverhandlungen als massgebender Nutzerverband eingeladen. Der Gemeinsame Tarif S (GT S) regelt in der Schweiz und im Fürstentum Liechtenstein die Urheberrechtsentschädigungen für Sendeunternehmen, welche Radio- und/oder Fernsehprogramme übertragen, direkt im Internet verbreiten oder in Kabelnetze einspeisen. Am 15. Juni 2009 bestätigte die IG Schweizer Internetradio der SUISA die Annahme des neu ausgehandelten Tarifs für Webcaster, der an den Deutschen GVL-Vertrag angelehnt wurde. Nach eingehender Prüfung durch die Eidgenössische Schiedskommission für die Verwertung von Urheberrechten und verwandten Schutzrechten (ESchK) wurde der neue Vertrag am 4. November 2010 in Kraft gesetzt.
Nach mehrjährigen Verhandlungen mit der Werbeindustrie erzielte der Verein am 3. August 2010 auch eine Einigung mit der Mediabox GmbH. Durch Radiowerbung eröffneten sich für Webcaster neue Einnahmequellen zur Bezahlung von Urheberrechtsentschädigungen und/oder der Finanzierung ihrer Betriebskosten. Die Ausstrahlung erster Test-Spots startete im Dezember 2010 mit Bose Corporation, Swisscom und DaKine.